# Susan Stebbing
L. (Lizzie) Susan Stebbing (1885 - 1943) was een Brits filosoof. Ze behoorde tot de generatie die de analytische wijsbegeerte voorop stelden in de jaren dertig (de Cambridge School of Analysis). In november 1933 was Stebbing een medeoprichtster van het tijdschrift Analysis.

## Academisch leven
Stebbing studeerde van 1905 tot 1908 aan het Girton College van de Universiteit van Cambridge. Vervolgens behaalde ze in 1912 een M.A. in filosofie aan de Universiteit van Londen. Vanaf 1920 bekleedde ze posities als principal en lector op het Bedford College van de Universiteit van Londen. In 1933 werd ze daar hoogleraar (tot 1943). Van 1933 tot 1934 was Stebbing voorzitster van de Aristotelian Society, in navolging van illustere namen als Bertrand Russell, George Edward Moore en Alfred North Whitehead.
Stebbing was een leerling van logica-professor William Ernest Johnson, maar volgens filosoof Peter Hacker werd ze vooral beïnvloed door de eerdergenoemde filosoof G.E. Moore. Daarnaast had ze een verdienste als contactlegger met de Wiener Kreis. Stebbing was de eerste die Rudolf Carnap uitnodigde om te spreken in het Verenigd Koninkrijk.

### Secundaire literatuur
- In 1948 verscheen Philosophical studies: essays in memory of L. Susan Stebbing als eerbetoon aan Stebbing.

- Bibsys: 90887491
- Bibliothèque nationale de France: cb121761254 (data)
- Catàleg d'autoritats de noms i títols de Catalunya: 981058527238306706
- CiNii: DA09899987
- Gemeinsame Normdatei: 123966086
- International Standard Name Identifier: 0000 0001 2134 9074
- Library of Congress Control Number: no96037916
- Nationale Bibliotheek van Letland: 000077206
- Bibliotheek van het Japanse parlement: 00539704
- Nationale Bibliotheek van Tsjechië: kup20030000094722
- Nationale bibliotheek van Australië: 35521219
- Nationale Bibliotheek van Israël: 987007285977405171
- Nationale Bibliotheek van Polen: a0000002796373
- Nationale en Universitaire bibliotheek Zagreb: 000568173
- Nederlandse Thesaurus van Auteursnamen: 071617698
- Réseau des bibliothèques de Suisse occidentale: 02-A025440413
- Istituto Centrale per il Catalogo Unico: MILV230843
- SNAC: w6fj3w3m
- Système universitaire de documentation: 03173801X
- Trove: 982968
- Virtual International Authority File: 59126287
- WorldCat: E39PBJmTvMYf8kk8HMdgRr9MT3